# 윤덕진 (1937년)
윤덕진(尹德辰, 1937년 8월 14일~2023년 6월 8일)은 대한민국의 정치인이다. 제3·4·5대 부산광역시 사상구청장(1998. 7.~2010. 6.)이다. 부산 출생이며, 종교는 불교이다.

## 학력
- 사상국민학교 (졸업)
- 부산중학교 (졸업)
- 부산고등학교 (졸업)

## 경력
- 부산시청 서기관(1963년)
- 부산 부산진구청 민방위계장(1975년~1976년)
- 부산 북구청 복지총무계장·행정민방계장(1976년~1980년)
- 부산시청 배무국 세무조사담당관실 계장(1980년~1981년)
- 부산 남구청 사회과 환경위생계장 사회과(1981년~1983년)
- 부산시청 운수지도계장·도시행정계장(1983년~1988년)
- 부산 북구청 시민과·재무과 과장 시민과·재무과(1988년~1990년)
- 부산 북구청 총무과 과장 총무과(1990년)
- 부산시의회 사무국장(1994년)
- 부산시 사상구청 사회사업국장(1995년)
- 대덕학원 이사
- 한나라당 사상지구당 부위원장
- 1998. 7.~2010. 6. 제3·4·5대 부산 사상구청장(3선, 한나라당)

## 역대 선거 결과
|  | 76.54% |

|  | 0% |

|  | 63.82% |

| 전임 서경원 (권한대행)신제철 | 제3·4·5대 부산광역시 사상구청장(민선) 1998년 7월 1일~2010년 6월 30일 | 후임 송숙희 |